# Нитра (река)
Вижте пояснителната страница за други значения на Нитра.
Нитра е река в Словакия, Нитрански край. Дължината ѝ е 170 км. Водосборният ѝ район е с площ 4500 кв. км.

## Течение
Река Нитра извира от планината Малка Фатра, насочва се към низината на Дунав и се влива като ляв приток на р. Вах. Течението ѝ е с денивелация от 691 м. Първоначалната ѝ дължина е 243 км, като се влива във Вах недалеч от град Комарно. През 1971 г. е прокопан съединителен канал, който недалеч от с. Комоча свързва р. Нитра с р. Вах и съкращава дължината ѝ до 170 км. Старото русло на реката към Комарно е запазено и носи названието Стара Нитра. Днес се използва за воден туризъм и спокойно място на обитаване на риби, водни птици и животни..
По поречието на р. Нитра се намират следните населени места: Приевидза, Партизанске, Тополчани, Нитра, Шурани, Нове Замки.
Притоци: Нитрица (десен), Житава (ляв).

## Воден режим
Средният дебит в долното течение е 24,1 m³/s. През пролетта максималният дебит достига до 385 m³/s.